# Goffredo IV Martello
Goffredo d'Angiò detto il Martello, in francese Geoffroy IV d'Anjou, dit Martel (1073 circa – Candé, dopo il 23 giugno 1106) fu Conte di Angiò e conte di Tours, assieme al padre, dal 1098 alla sua morte.

## Origine
Come conferma l'arcivescovo, Guglielmo, della città di Tiro, nell'odierno Libano, nel suo Historia rerum in partibus transmarinis gestarum e anche secondo la Chronica Albrici Monachi Trium Fontium, era figlio del Conte di Angiò e conte di Tours, Folco IV il Rissoso e, come ci conferma la Chronica de Gestis Consulum Andegavorum, Chroniques d'Anjou, dalla sua seconda moglie Ermengarda di Borbone, figlia d'Arcibaldo IV, signore di Borbone (come ci conferma la Chronica de Gestis Consulum Andegavorum, Chroniques d'Anjou).
Folco IV d'Angiò, detto il Rissoso era il figlio maschio secondogenito del Conte di Gâtinais e signore di Château-Landon, Goffredo II e di sua moglie (il matrimonio viene confermato dall'Historia Andegavensis scritta da loro figlio, Folco IV "il Rissoso"), Ermengarda detta Bianca d'Angiò, figlia del conte d'Angiò, Folco III Nerra o "il Nero" e di Ildegarda, di cui non si conosce gli ascendenti, ma sicuramente originaria della Lotaringia; Ermengarda fu anche sorella del conte d'Angiò, Goffredo II "Martello" e madre, oltre che di Folco, anche del conte d'Angiò, Goffredo III il Barbuto.

## Biografia
Goffredo, che era nato verso il 1073, restò senza madre quando era ancora molto piccolo, in quanto, sempre secondo la Chronica de Gestis Consulum Andegavorum, Chroniques d'Anjou, Ermengarda di Borbone, dopo essere stata ripudiata da Folco IV "il Rissoso", verso il 1075, lasciò l'Angiò, e si sposò, in seconde nozze, con Guglielmo di Jaligny. Anche suo padre, Folco IV si era risposato, il 21 gennaio 1076, con Arengarda o Orengarda di Chatelaillon, figlia d'Isembardo, signore di Châtel-Aillon.
Prima del 1090, suo padre, Folco si sposò, per la quinta volta, con Bertrada di Montfort, figlia di Simone I, signore di Montfort, e d'Agnese d'Évreux. Ma essendo Mantia, la ripudiata quarta moglie, ancora in vita, nel 1091, papa Urbano II condannò l'unione di Folco e Bertrada, che durò poco, in quanto Bertrada fu fatta rapire dal re di Francia, Filippo I e, nonostante la minaccia di scomunica, il 15 maggio 1092, Bertrada sposò il re di Francia, Filippo I (la scomunica a Filippo I e Bertrada arrivò, nel 1095, al concilio di Clermont da parte di papa Urbano II).
In questo periodo, l'aperta ribellione di diversi feudatari, obbligò Folco IV a chiamare, nel 1098 il figlio primogenito, Goffredo IV Martello, l'erede della contea d'Angiò, a sostenere il peso di guidare l'esercito, e quindi fregiarsi del titolo di conte d'Angiò, Goffrdo IV Martello.
Goffredo comunque si impegnò a combattere i vassalli ribelli, e nello stesso periodo cercò di contrastare il re d'Inghilterra, Guglielmo II il Rosso, che ora reggeva anche il ducato di Normandia, nella sua invasione della contea del Maine, correndo in appoggio del conte, Elia I di Beaugency, che, nonostante l'aiuto di Folco IV e Goffredo IV, fu fatto prigioniero da Guglielmo II.
La morte di Guglielmo II e il ritorno di Roberto II in Normandia, permise la liberazione di Elia I di Beaugency, che, sempre con l'aiuto di Folco IV e Goffredo IV, riprese il controllo della contea.
Nel 1096, il 23 giugno, Goffredo IV Martello viene citato nel documento n° XCIII del Cartulaire noir de la cathédrale d angers, che controfirmò assieme ai fratellastri, Ermengarda e Folco il Giovane, inerente ad una donazione fatta dal padre, Folco IV, alla cattedrale d'Angers.
Forse, nel 1104, il suo secondogenito, il figlio di Bertrada di Montfort, Folco il Giovane rientrò in Angiò da Parigi, dove aveva vissuto con la madre, Bertrada di Montfort, che, nel 1092, dopo il matrimonio con il re di Francia, Filippo I e aveva portato il figlioletto a vivere con lei alla corte e sostenne il padre, Folco IV nella sua lotta, per il predominio nel governo della contea, contro Goffredo IV Martello.
Altre fonti invece sostengono che Folco il Giovane rientrò in Angiò, nel 1106, dopo la morte del fratellastro, Goffredo IV Martello.
Il giovane Goffredo IV Martello, zelante, temuto dai baroni e apprezzato dal clero, continuò nella lotta contro coloro che resistevano e, assieme a Folco IV prese la città di La Chertre, diede alle fiamme Thouars ma durante l'assedio di Candé, nel 1106, trovò la morte (secondo il Chronicon Vindocinense, nel 1106, Goffredo fu trafitto da una freccia all'assedio di Candé), forse assassinato. Anche la Chronica de Gestis Consulum Andegavorum, Chroniques d'Anjou, conferma che Goffredo morì a Candé e fu sepolto nella Abbazia di San Nicola a Angers.

Con la morte di Goffredo, Folco IV riottenne il pieno controllo del governo della contea d'Angiò, mentre il fratellastro, Folco il Giovane divenne il nuovo erede, sia dell'Angiò che della Turenna, ma l'indipendenza dei baroni non ebbe più ostacoli.

## Discendenza
Goffredo, verso il 1103, sempre secondo la Chronica de Gestis Consulum Andegavorum, Chroniques d'Anjou, si era accordato con Elia I di Beaugency per sposarne la figlia, Eremburga (1096-1126), erede della contea del Maine, ancora bambina (Eremburga del Maine, secondo il monaco e storico medievale, Orderico Vitale, poi sposò il suo fratellastro, Folco il Giovane, nel 1109).
Di Goffredo IV il Martello non si conosce nessuna discendenza.

## Ascendenza
|                                 |                           |                             | Genitori           |  |  | Nonni |  |  | Bisnonni                         |  |  | Trisnonni |  |
|                                 |                           |                             |                    |  |  |       |  |  | Ugo di Perche, Conte di Gâtinais |  |  | …         |  |
|                                 |                           |                             |                    |  |  |       |  |  | Ugo di Perche, Conte di Gâtinais |  |  | …         |  |
|                                 |                           | …                           |                    |  |  |       |  |  | Ugo di Perche, Conte di Gâtinais |  |  |           |  |
| Goffredo II di Gâtinais         |                           |                             |                    |  |  |       |  |  | Ugo di Perche, Conte di Gâtinais |  |  |           |  |
|                                 |                           | Beatrice di Mâcon           | …                  |  |  |       |  |  |                                  |  |  |           |  |
|                                 |                           | Beatrice di Mâcon           | …                  |  |  |       |  |  |                                  |  |  |           |  |
|                                 |                           | Beatrice di Mâcon           | …                  |  |  |       |  |  |                                  |  |  |           |  |
| Folco IV d'Angiò                |                           | Beatrice di Mâcon           |                    |  |  |       |  |  |                                  |  |  |           |  |
|                                 |                           | Folco III Nerra o "il Nero" | Goffredo I d'Angiò |  |  |       |  |  |                                  |  |  |           |  |
|                                 |                           | Folco III Nerra o "il Nero" | Goffredo I d'Angiò |  |  |       |  |  |                                  |  |  |           |  |
|                                 |                           | Folco III Nerra o "il Nero" | Adele di Troyes    |  |  |       |  |  |                                  |  |  |           |  |
| Ermengarda detta Bianca d'Angiò |                           | Folco III Nerra o "il Nero" |                    |  |  |       |  |  |                                  |  |  |           |  |
|                                 |                           | Ildegarda di Sundgau        | …                  |  |  |       |  |  |                                  |  |  |           |  |
|                                 |                           | Ildegarda di Sundgau        | …                  |  |  |       |  |  |                                  |  |  |           |  |
|                                 |                           | Ildegarda di Sundgau        | …                  |  |  |       |  |  |                                  |  |  |           |  |
| Goffredo IV Martello            |                           | Ildegarda di Sundgau        |                    |  |  |       |  |  |                                  |  |  |           |  |
|                                 | Arcimbaldo III di Borbone | Arcimbaldo II di Borbone    |                    |  |  |       |  |  |                                  |  |  |           |  |
|                                 | Arcimbaldo III di Borbone | Arcimbaldo II di Borbone    |                    |  |  |       |  |  |                                  |  |  |           |  |
|                                 | Arcimbaldo III di Borbone | Ermengarda                  |                    |  |  |       |  |  |                                  |  |  |           |  |
| Arcimbaldo IV di Borbone        | Arcimbaldo III di Borbone |                             |                    |  |  |       |  |  |                                  |  |  |           |  |
|                                 |                           | Beltrude                    | …                  |  |  |       |  |  |                                  |  |  |           |  |
|                                 |                           | Beltrude                    | …                  |  |  |       |  |  |                                  |  |  |           |  |
|                                 |                           | Beltrude                    | …                  |  |  |       |  |  |                                  |  |  |           |  |
| Ermengarda di Borbone           |                           | Beltrude                    |                    |  |  |       |  |  |                                  |  |  |           |  |
|                                 |                           | …                           | …                  |  |  |       |  |  |                                  |  |  |           |  |
|                                 |                           | …                           | …                  |  |  |       |  |  |                                  |  |  |           |  |
|                                 |                           | …                           | …                  |  |  |       |  |  |                                  |  |  |           |  |
| Beliarda                        |                           | …                           |                    |  |  |       |  |  |                                  |  |  |           |  |
|                                 |                           | …                           | …                  |  |  |       |  |  |                                  |  |  |           |  |
|                                 |                           | …                           | …                  |  |  |       |  |  |                                  |  |  |           |  |
|                                 |                           | …                           | …                  |  |  |       |  |  |                                  |  |  |           |  |
|                                 |                           | …                           |                    |  |  |       |  |  |                                  |  |  |           |  |

### Fonti primarie
- (LA)  Historia Rerum in partibus transmarinis gestarum, liber XIV.
- (LA)  Monumenta Germaniae Historica, Scriptores, tomus XXIII.
- (LA)  Rerum Gallicarum et Francicarum Scriptires, tomus X.
- (LA)  Orderici Vitalis, Historia Ecclesiastica, tomus II.
- (LA)  Orderici Vitalis, Historia Ecclesiastica, tomus unicus.
- (LA)  Cartulaire de l'abbaye cardinale de la Trinité de Vendôme, Tome IV.
- (LA)  Cartulaire noir de la cathédrale d angers.

### Letteratura storiografica
- Louis Halphen, "La Francia dell'XI secolo", cap. XXIV, vol. II (L'espansione islamica e la nascita dell'Europa feudale) della Storia del Mondo Medievale, 1999, pp. 770–806.
- William John Corbett, "Inghilterra, 1087-1154", cap. II, vol. VI (Declino dell'impero e del papato e sviluppo degli stati nazionali) della Storia del Mondo Medievale, 1999, pp. 56–98.
- (LA)  Marchegay, P. e Salmon, A., Chroniques d'Anjou Tomo I.